# 笹塚
笹塚（日语：／ Sasazuka */?）是東京都澀谷區的一個町。有笹塚一丁目至三丁目。2013年9月30日有15,433名居民。

## 地理

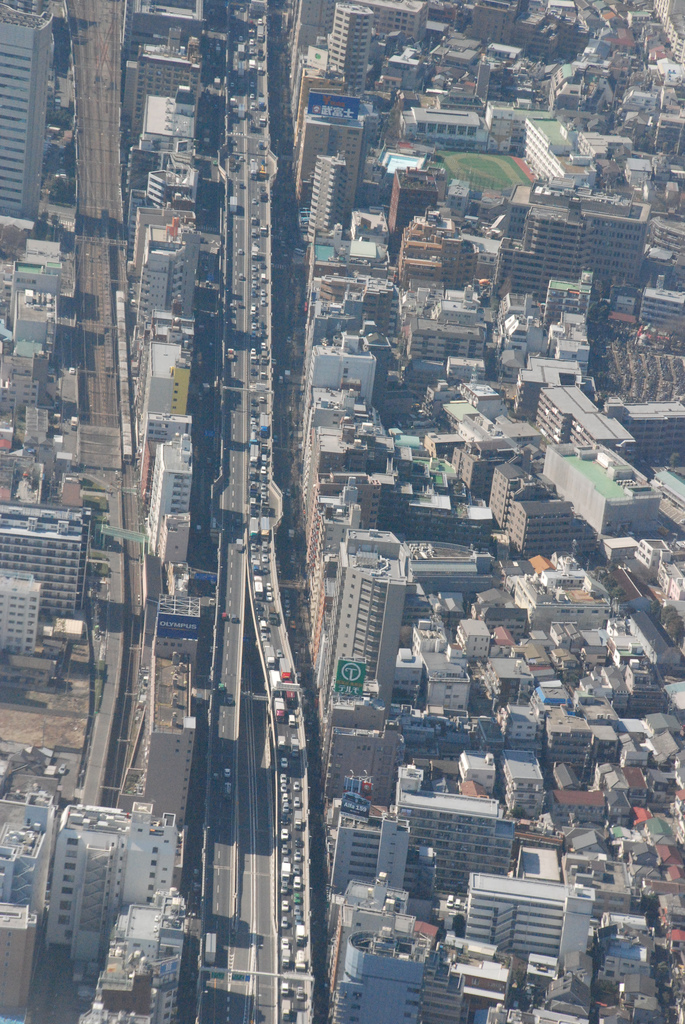
東京都澀谷區笹塚（後），幡谷（前）

位於澀谷區西北部，屬幡谷地域。北鄰中野區南台。西北至西接杉並區方南。西南連世田谷區大原。南通世田谷區北澤。東臨澀谷區幡谷，中野通為兩地町界。
鐵路方面，町內有京王線笹塚站，該站為急行停車站，並可搭乘京王新線。幹線道路方面，笹塚一丁目與笹塚二丁目之間有甲州街道，笹塚二丁目與笹塚三丁目之間有水道道路。
笹塚位於武藏野台地上，地形大致平坦。玉川上水流過町內南部，笹塚站前的河道已暗渠化。
町內大半為住宅區。由於公寓眾多，因此町內有許多單身年輕住戶。甲州街道沿線與笹塚站周邊大樓與商店林立。過去此地曾是微軟日本法人本社（現日本微軟）與DeNA本社所在地，現在則聚集許多新興企業本社與營業處，如CyberStep（サイバーステップ）、From Software等。
現在，車站周邊正進行京王線高架下耐震工程、京王重機大樓拆解、周邊整體再開發計畫等。

### 商業
日用品購入便利。商圏延伸至中野區南台、杉並區方南町、世田谷區大原一部分、世田谷區北澤北端。
- 笹塚購物商場21（笹塚ショッピングモール21）
  - Queen's伊勢丹（クイーンズ伊勢丹）笹塚店
  - 紀伊國屋書店笹塚店
- SUMMIT（サミット）笹塚店
- LIFE（ライフ）笹塚店
- 笹塚保齡球館（笹塚ボウル）
- 十號通商店街
- 觀音通商店街

## 歷史
1604年（慶長9年）大久保長安在甲州街道上設計了一里塚。1843年（天保14年）第一次出現“笹塚”之名。
明治時代屬於東京府南豐島郡的幡谷村，又有字北笹塚、南笹塚等區分。1915年（大正4年）隨著笹塚站的出現而迅速城市化。1960年居住表示實施，正式改現名。

### 地名由來
此地有甲州街道通過，兩側的盛土（塚）上竹藪（笹藪）茂密而得名。

## 設施
- 澀谷區立笹塚小學校
- 澀谷區立笹塚中學校
- 富士見丘中學校·高等學校
- 笹塚保齡球館
- 中村屋東京事業所
- 笹塚NA大樓
- 笹塚中心大樓
- 笹塚南大樓
- 笹塚站

## 外部連結
- 笹塚購物商場21 （页面存档备份，存于）